# San José Bochtic
San José Bochtic är en ort i Mexiko.   Den ligger i kommunen Pantelhó och delstaten Chiapas, i den sydöstra delen av landet, 800 km öster om huvudstaden Mexico City. San José Bochtic ligger 525 meter över havet och antalet invånare är 188.
Terrängen runt San José Bochtic är kuperad åt nordost, men åt sydväst är den bergig. San José Bochtic ligger nere i en dal. Runt San José Bochtic är det ganska tätbefolkat, med 111 invånare per kvadratkilometer. Närmaste större samhälle är Pantelhó, 5,3 km söder om San José Bochtic. I omgivningarna runt San José Bochtic växer i huvudsak städsegrön lövskog.